# Georges Theiler
Pour les articles homonymes, voir Theiler.
Georges Theiler, né le 20 mai 1949 à Lucerne, est un entrepreneur et homme politique suisse membre du Parti radical-démocratique (PRD). Il siège au Conseil national de 1995 à 2011 puis au Conseil des États de 2011 à 2015.

## Biographie
Originaire de Hasle et de Lucerne, Georges Theiler est élu en 1987 au Grand Conseil du canton de Lucerne et y siège jusqu'en 1995. Aux élections fédérales de 1995, il est élu au Conseil national. Durant son mandat, il est membre de la commission des transports et des télécommunications (1995-2007), des constructions publiques (1999-2003), de l'environnement, de l'aménagement du territoire et de l'énergie (2003-2007), de l'économie et des redevances (2007-2011). Aux élections fédérales de 2011, Theiler est élu au Conseil des États comme représentant du canton de Lucerne.
En outre, Georges Theiler est membre du bureau du groupe parlementaire libéral-radical de l'Assemblée fédérale, du comité du PRD lucernois et de la direction de la section PRD de la ville de Lucerne. En 2004 et 2005, Theiler concourt pour la présidence du PRD suisse mais se voit devancé par Rolf Schweiger puis par Fulvio Pelli.
Entrepreneur, Georges Theiler est père de trois enfants.